# Nintendocore
Nintendocore (também conhecido como Nintendo rock, vídeo rock, e nerdcore) é um gênero musical que funde estilos agressivos de rock moderno com chiptune e Música de jogos eletrônicos. O gênero surgiu a partir de vários estilos de hardcore punk e heavy metal, e foi influenciado por muitos outros gêneros musicais.

## Características
Nintendocore frequentemente apresenta o uso de guitarras elétricas, kits de bateria, e instrumentação de rock típico ao lado de sintetizadores, chiptunes , sons de 8-bits e batidas produzidas eletronicamente. Ele se originou a partir de uma diversificada variedade de estilos musicais, incluindo hardcore punk, post-hardcore, metalcore, e heavy metal. Além dessas origens, ele tem sido influenciada por uma variedade de outros gêneros, como electro, noise rock, post-rock, e screamo.

## História e artistas notáveis (final dos anos 1990-presente)

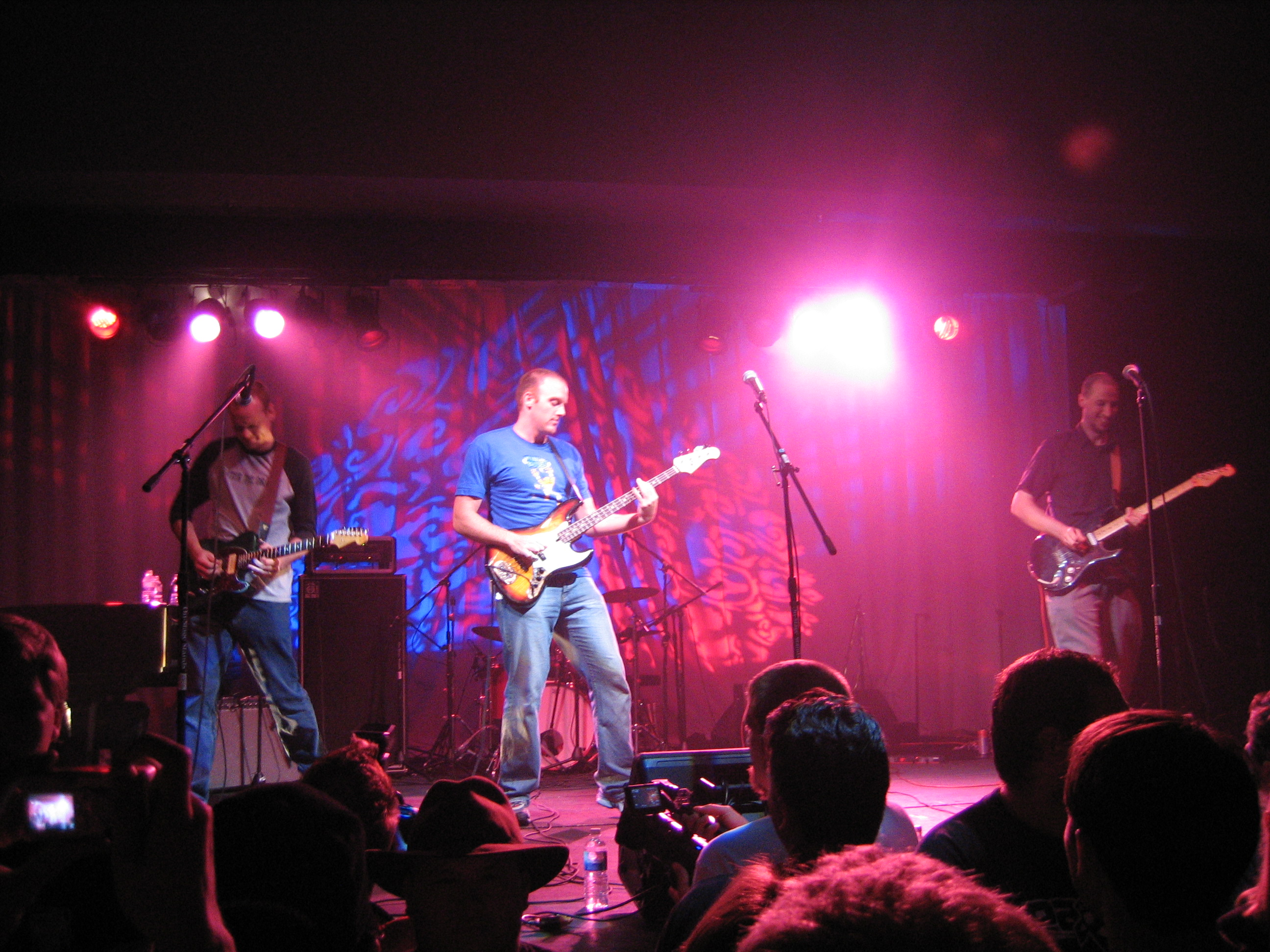
O grupo Minibosses na Penny Arcade Expo, 2005.

Embora já houvesse movimento de músicas de jogos eletrônicos que tiveram início em gêneros como o chiptune e bitpop, o movimento do ramo "core" só foi iniciado pela banda de metalcore Horse the Band, que originalmente cunhou o termo "Nintendocore" como uma brincadeira. Eles lançaram cinco álbuns de estúdio que demonstram esse estilo, começando com Secret Rhythm of the Universe, lançado em 2000. A canção "The Black Hole" do terceiro álbum da banda, The Mechanical Hand, é um exemplo de Nintendocore, caracterizada por gritos vocais, "riffs da Nintendo" pesados, e "efeitos de som de inúmeros jogos".
Outro pioneiro do Nintendocore é o The Advantage, a quem o The New York Times elogiou como um dos grupos que trouxeram a música de jogos eletrônicos a principal corrente da música moderna. The Advantage é uma banda de rock instrumental formada por dois alunos que frequentam o Colégio de Nevada Union. O grupo "não toca nada mais que músicas dos jogos do console original da Nintendo". Com a criação de covers de rock da trilhas sonoras de jogos eletrônicos, eles têm "trazido legitimidade a um estilo de música dublada Nintendocore."
O grupo de rock Minibosses "são uma das bandas mais bem estabelecidas no gênero Nintendocore, com uma lista impressionante de covers, incluindo Contra, Double Dragon, Excitebike", e outro temas de vídeo game. A banda de  Phoenix, Arizona,  e é conhecido como um dos representantes primários do Nintendo rock, se apresentando em várias exposições de vídeo game. Além de covers, a banda também produziu um trabalho original. A Havard Crimson se refere aos Minibosses como "rivais jurados" do The NESkimos, um outro grupo de Nintendocore.
O álbum de estreia de 2007 do The Depreciation Guild, In Her Gentil Jaws tem sido referido como de Nintendocore pela Pitchfork Media. O site escreveu que "In Her Gentil Jaws estica seu pescoço para fora além do padrão Nintendocore como o do The Advantage ou Minibosses", e que a faixa instrumental do álbum "poderia plausivelmente vir de um cartucho do NES."
Outras bandas conhecidas para representar o gênero incluem Math the Band, Karate High School em seu álbum de estreia, The Megas, The Octopus Project, An Albatross, Rolo Tomassi, Crystal Castles, e Hella um projeto de Spencer Seims, baterista do The Advantage. O Sky Eats Airplane se rotulou como do gênero, embora a revista canadense Exclaim! conteste esse rótulo.